# بوب إيفانز (صاحب مطعم)
بوب إيفانز (بالإنجليزية: Bob Evans)‏ هو صاحب مطعم أمريكي، ولد في 30 مايو 1918 في Sugar Ridge, Ohio ‏ في الولايات المتحدة، وتوفي في 21 يونيو 2007 في كليفلاند في الولايات المتحدة بسبب سكتة.